# (8124) Guardi
(8124) Guardi (4370 T-1) – planetoida z pasa głównego asteroid okrążająca Słońce w ciągu 3,12 lat w średniej odległości 2,13 au. Odkryta 26 marca 1971 roku.